# Omã nos Jogos Olímpicos
O Omã competiu em 7 Jogos Olímpicos de Verão. Eles nunca competiram nos Jogos de Inverno.
Até 2008, nenhum competidor do país havia ganhado uma medalha Olímpica.